# Alfonso V di Ribagorza
Alfonso d'Aragona e d'Eiximenis, detto il Giovane.  Alfonso anche in spagnolo e in asturiano,  Alfons in catalano,  Afonso in galiziano e in portoghese, Alifonso in aragonese e Alfontso in basco e Alphonse in francese. Adefonsus o Alfonsus in latino (1358 circa – 29 novembre 1425), fu conte di Dénia, conte di Ribagorza, duca di Gandía e Barone di Arenós dal 1412 alla sua morte; inoltre fu pretendente  al Marchesato di Villena e fu anche tra i cinque aspiranti alla Corona d'Aragona.

## Origine
Come conferma il Diccionario de antigüedades del reino de Navarra, Volume 2, Alfonso era il figlio terzogenito del conte di Dénia, marchese di Villena, conte di Ribagorza e duca di Gandía e anche Connestabile di Castiglia, Alfonso e della moglie Violante Jiménez, Signora della baronia di Arenós, figlia di Gonzalo Diaz e della moglie María Cornel, come conferma il Los cinco libros postreros de la primera parte de los Anales de la Corona de Aragón, v.2.

Alfonso IV di Ribagorza, come conferma il Los cinco libros postreros de la primera parte de los Anales de la Corona de Aragón, v.2, Alfonso era il figlio primogenito del conte di Ribagorza e di Empúries Pietro IV e di Giovanna di Foix-Béarn, la sorella del visconte di Béarn, Coprincipe di Andorra e Visconte di Marsan, Gastone II di Foix-Béarn (?-ca. 1358), figlia del conte di Foix Gastone I di Foix-Béarn (unico figlio maschio di Ruggero Bernardo III di Foix e di Margherita di Montcada, erede della viscontea di Béarn) e di Giovanna d'Artois, figlia di Filippo d'Artois e di Bianca di Bretagna.

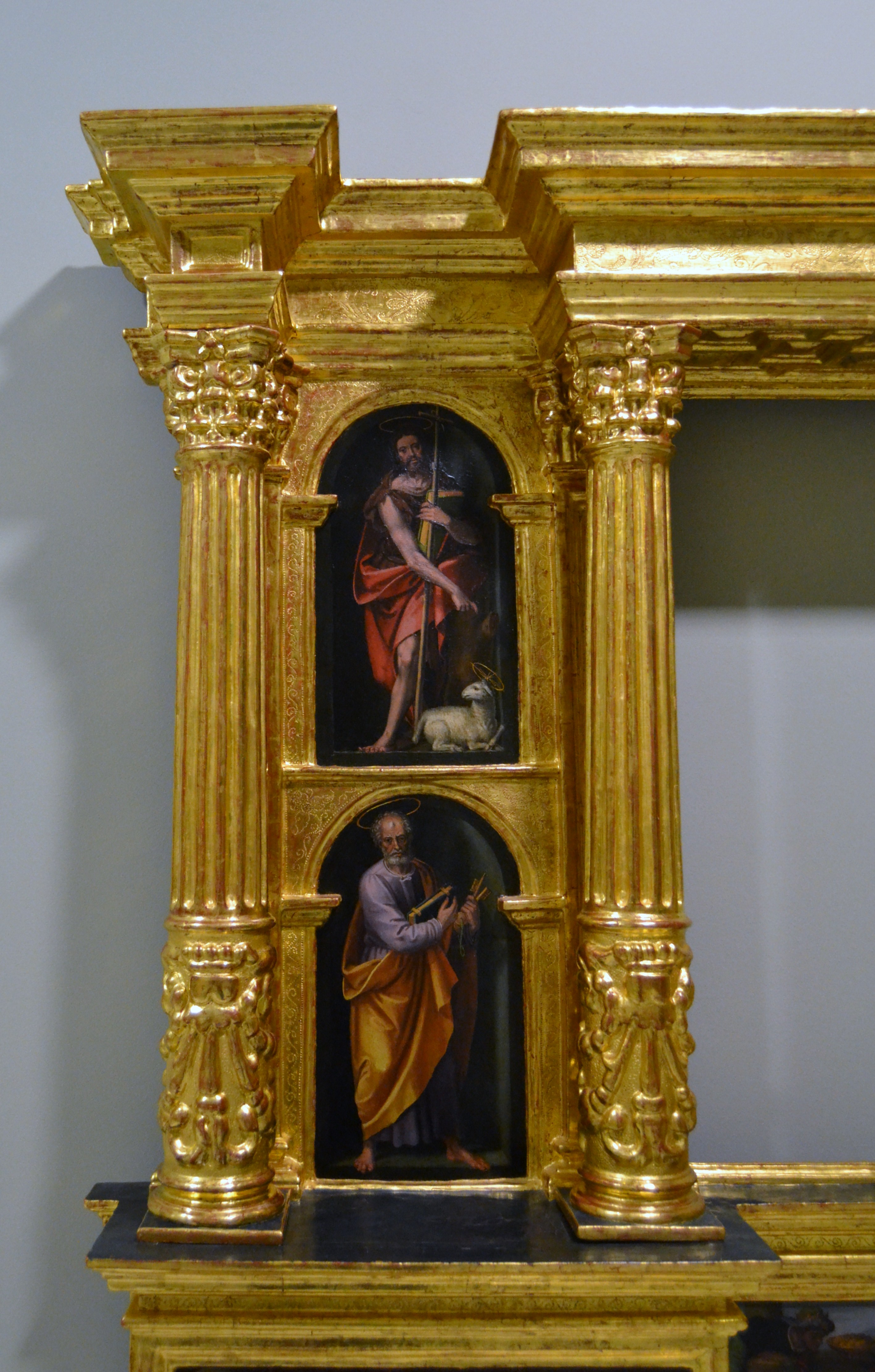
Frammento di pala d'altare Proveniente dal Monastero di San Girolamo di Cotalba.

## Biografia
Suo padre, Alfonso IV, aveva partecipato alla Guerra dei due Pietri, che era iniziata nel 1356, tra il re di Castiglia, Pietro il Crudele e suo cugino, il re della Corona d'Aragona, Pietro IV il Cerimonioso.

Nell'aprile del 1366, Enrico Trastamara, in cambio del suo appoggio nella guerra civile castigliana contro Pietro il Crudele, assegnò a suo padre, Alfonso IV, la signoria di Villena, che era stata proprietà dello scrittore e uomo politico, Giovanni Emanuele di Castiglia (nipote di Alfonso X di Castiglia) e di Constanza d'Aragona (1300-1327). La signoria di Villena si trovava sul confine tra Castiglia e Aragona

Suo padre, Alfonso IV, sempre nell'ambito della guerra civile castigliana, aveva preso parte alla battaglia di Nájera, del 3 aprile 1367, in cui venne fatto prigioniero dalle truppe inglesi di Edoardo il Principe Nero, alleato di Pietro il Crudele. La prigionia si protrasse sino al 1372, periodo in cui suo nonno, Pietro IV, fu costretto a lasciare il convento per sostituirlo nella conduzione delle sue contee; dopo aver pagato una parte del riscatto, suo padre, Alfonso IV, dovette consegnare i due figli, Alfonso (liberato nel 1392) e Pietro (liberato dopo pochi mesi), che presero il suo posto, come ostaggi.

Alfonso invece fu trattenuto, come ostaggio dal conte di Foix, Gastone III Febo, sino al completamento del pagamento del riscatto, che avvenne, nel 1392.
Dopo la liberazione avvenuta nel 1372, suo padre, Alfonso IV, visse in Castiglia, a fianco di Enrico Trastamara, col quale programmò il matrimonio dei suoi figli, Alfonso e Pietro, rispettivamente con due figlie illegittime di Enrico II, Leonora e Giovanna: Pietro e Giovanna si sposarono nel 1378.

Il matrimonio tra Alfonso e Leonora non fu mai celebrato per il protrarsi della prigionia.

Dopo la sua liberazione, nel 1392, il rapporto col padre, Alfonso IV, divenne sempre più difficile, e aveva forti disaccordi con entrambi i genitori.
Tra il 1402 ed il 1403 fu luogotenente reale in Aragona per la lotta al banditismo. Revocato l'incarico, il re lo nominò luogotenente per continuare a combattere i banditi a Valencia, pur rispettando la luogotenenza di Pere de Fenollet, visconte di Illa.
Quando, nel 1410, morì il re della corona d'Aragona e re di Sicilia, Martino il Vecchio, lontano cugino di Alfonso (suo bisnonno, Giacomo II il Giusto era anche bisnonno di Martino il Vecchio), suo padre, Alfonso IV fu tra i pretendenti al trono aragonese e nei due anni che seguirono, conosciuti come interregno aragonese, non disdegnò di prendere le armi, per difendere i suoi interessi.

Prima che si arrivasse ad una guerra civile, le Cortes di Catalogna, di Valencia e d'Aragona decisero per un arbitrato, nominarono tre rappresentanti per regno, trascurando però di invitare i rappresentanti di Maiorca, Sicilia e Sardegna: i nove delegati dovevano scegliere tra i cinque pretendenti e, col Compromesso di Caspe, del 1412, avrebbero deciso che sarebbe stato sovrano della corona d'Aragona e re di Sicilia Ferdinando el de Antequera, infante del castigliano casato di Trastámara.

Suo padre, Alfonso IV non poté seguire l'arbitrato sino al termine, poiché, prima della sentenza morì e, come pretendente, venne sostituito da Alfonso e dal fratello, Giovanni di Prades.
Alfonso, nel 1412, era stato diseredato, ma Ferdinando I el de Antequera gli assegnò però l'eredità, per cui, succedette al padre Alfonso IV nei titoli di conte di Dénia, conte di Ribagorza, duca di Gandía e Barone di Arenós.
Il verdetto fu accettato da tutti, meno che dal candidato che forse sulla carta, aveva le credenziali maggiori, Giacomo II di Urgell, che non riconobbe la decisione di Caspe e diede inizio a una guerra civile, nella quale Alfonso si schierò con Ferdinando I. La guerra terminò il 31 ottobre 1413, quando, a Balaguer, Giacomo si arrese. Alfonso prese parte all'assedio e fu lui a trattare con la contessa, Margherita del Monferrato, madre di Giacomo II, le condizioni di resa, poi fu presente al processo del conte, Giacomo II ed è stato uno dei testimoni che hanno firmato la sentenza.
Alla morte, nel 1414, dello zio, Giovanni, Conte di Prades, tentò, senza successo, la successione della contea.
Il re, Ferdinando I el de Antequera, nel 1415, gli concesse la città di Alcolea che era appartenuta alla contessa di Urgell, Margherita del Monferrato, ma lei ne ottenne presto la restituzione.
Alfonso morì nel 1425. La contea di Ribagorza ritornò alla corona d'Aragona, mentre il ducato di Gandia andò al nipote (figlio di sua sorella Giovanna) Ugo di Cardona, che nel 1412, dal nonno Alfonso IV aveva ereditato Real de Gandía.

Il figlio naturale, Giacomo d'Aragona, ereditò la baronia di Arenós.

## Matrimoni e discendenza
Alfonso, aveva sposato la sorella del re di Navarra, Carlo III, Maria di Navarra (1355-dopo il 1420), figlia del re di Navarra, Carlo II (figlio maschio primogenito della regina di Navarra Giovanna II e del conte d'Évreux Filippo III) e di Giovanna di Francia (figlia del re di Francia, Giovanni II il Buono e di Bona di Lussemburgo, figlia del conte Giovanni I di Lussemburgo e di Elisabetta di Boemia); il primo impegno di matrimonio è datato 20 gennaio del 1393, a Tudela, si impegnò a sposare, e con un secondo contratto datato 25 novembre 1396, Carlo II di Navarra si impegnava a fornire a Maria una dote di 30.000 fiorini (30.000 florines de oro); la data esatta del matrimonio non è conosciuta.

Alfonso da Maria non ebbe figli.
Rimasto vedovo, nel 1420 circa, Alfonso, non molto tempo dopo, si sposò, in seconde nozze, con la sorella del poeta Ausiàs March, Aldonza di March e Vilarig, figlia di Giovanni March e Violante Vilarig.

Alfonso non ebbe figli neppure da Aldonza.
Alfonso ebbe però un figlio illegittimo da un'amante di cui non si conoscono né il nome né gli ascendenti:
- Giacomo (?- in prigione a Jàtiva, 1465), che sposò una figlia di Bernardo di Vilaragut[14][18], che gli diede quattro figli:
  - Giacomo (?- giustiziato a Barcellona, 1477),
  - Giovanni,
  - Pietro,
  - Una figlia di cui non si conosce il nome che sposò Antonio Navarra.